# Amstel Gold Race 2013
De 48e editie van de Nederlandse wielerwedstrijd Amstel Gold Race werd verreden op 14 april 2013 en voerde door het Limburgse Heuvelland. De start was in Maastricht en de finish in Vilt, enkele kilometers na de beruchte Cauberg in Valkenburg waar voorheen de finish was.
De wedstrijd werd gewonnen door de Tsjech Roman Kreuziger.

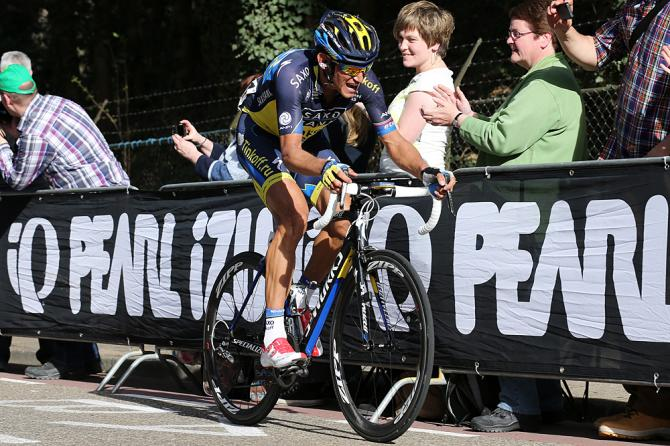
Kreuziger alleen op weg naar de overwinning

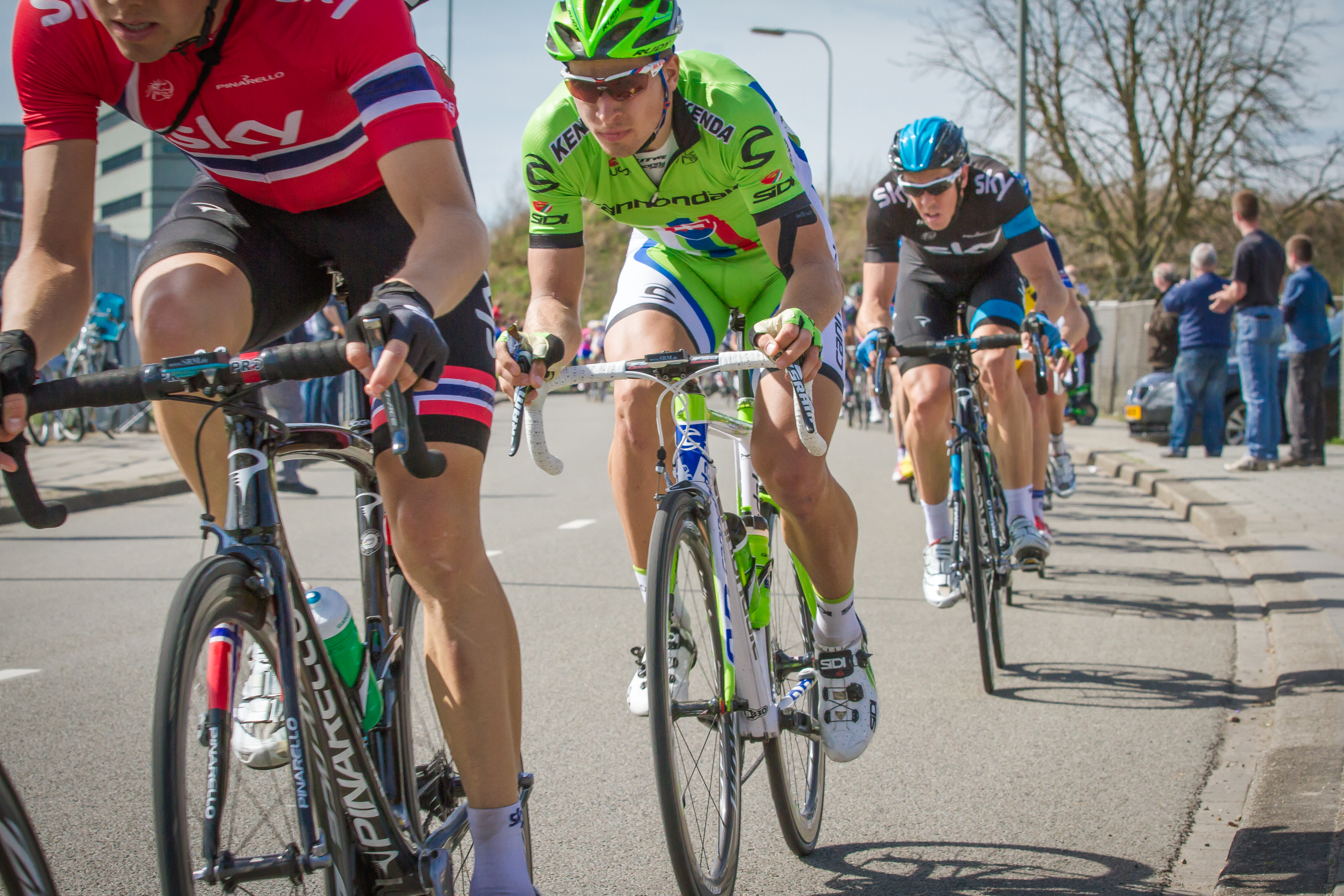
Peter Sagan werd 36e

## Deelnemende ploegen
| 19 UCI World Tour-ploegen | 19 UCI World Tour-ploegen | 19 UCI World Tour-ploegen | 6 wildcards         |
| ------------------------- | ------------------------- | ------------------------- | ------------------- |
| AG2R-La Mondiale          | FDJ                       | Omega Pharma-Quick Step   | Accent-Wanty        |
| Argos-Shimano             | Team Garmin-Sharp         | Orica-GreenEdge           | Crelan-Euphony      |
| Astana Pro Team           | Lampre-Merida             | RadioShack-Leopard        | IAM Cycling         |
| Blanco Pro Cycling        | Lotto-Belisol             | Saxo-Tinkoff              | Europcar            |
| BMC Racing Team           | Katjoesja Team            | Sky ProCycling            | NetApp-Endura       |
| Cannondale Pro Cycling    | Team Movistar             | Vacansoleil-DCM           | Topsport Vlaanderen |
| Euskaltel-Euskadi         |                           |                           |                     |

## Uitslag
| Amstel Gold Race 2013 |                      |                         |          |
| Plaats                | Naam                 | Ploeg                   | Tijd     |
| Winnaar               | Roman Kreuziger      | Saxo Bank-Tinkoff Bank  | 6h35'25" |
| 2                     | Alejandro Valverde   | Team Movistar           | + 22"    |
| 3                     | Simon Gerrans        | Orica-GreenEdge         | z.t.     |
| 4                     | Michał Kwiatkowski   | Omega Pharma-Quick Step | z.t.     |
| 5                     | Philippe Gilbert     | BMC Racing Team         | z.t.     |
| 6                     | Sergio Henao         | Team Sky                | z.t.     |
| 7                     | Björn Leukemans      | Vacansoleil-DCM         | z.t.     |
| 8                     | Pieter Weening       | Orica-Greenedge         | z.t.     |
| 9                     | Enrico Gasparotto    | Astana Pro Team         | z.t.     |
| 10                    | Bauke Mollema        | Blanco Pro Cycling      | z.t.     |
| 11                    | Giampaolo Caruso     | Katusha                 | z.t.     |
| 12                    | Fabian Wegmann       | Team Garmin-Sharp       | z.t.     |
| 13                    | Jelle Vanendert      | Lotto-Belisol Team      | z.t.     |
| 14                    | Nicki Sorensen       | Saxo Bank-Tinkoff Bank  | z.t.     |
| 15                    | Lars Petter Nordhaug | Blanco Pro Cycling      | z.t.     |
| 16                    | Greg van Avermaet    | BMC Racing Team         | z.t.     |
| 17                    | Jakob Fuglsang       | Astana Pro Team         | + 25"    |
| 18                    | Simon Geschke        | Team Argos-Shimano      | + 36"    |
| 19                    | Aleksandr Kolobnev   | Katusha                 | z.t.     |
| 20                    | Francesco Gavazzi    | Astana Pro Team         | z.t.     |